# Thierry Dedegbe
Thierry Dedegbe es un deportista francés que compitió en taekwondo. Ganó una medalla de plata en el Campeonato Europeo de Taekwondo de 1990 en la categoría de –54 kg.

## Palmarés internacional
| Campeonato Europeo | Campeonato Europeo | Campeonato Europeo | Campeonato Europeo |
| Año                | Lugar              | Medalla            | Categoría          |
| ------------------ | ------------------ | ------------------ | ------------------ |
| 1990               | Århus (Dinamarca)  | Medalla de plata   | –54 kg             |